# Larry Peerce
Lawrence "Larry" Peerce  (Bronx, Nueva York, 19 de abril de 1930) es un director de cine estadounidense.

## Biografía
Nacido en el Bronx, hijo del tenor Gener Peerce y de la cazatalentos Alice Peerce, Larry estudió en la  "Universidad de Carolina del Norte en Chapel Hill. Su debut como director fue con One Potato, Two Potato, estrenada en 1964 por Cinema V. La trama, entonces pionera, explica la relación interracial dramática entre una blanca divorciada (interpretada por Barbara Barrie, que por este papel ganó el premio a la mejor actriz en el Festival de Canes de 1964, y un empleado negro (Bernie Hamilton).
Entre otras obras y después de diferentes episodios del western Branded y la serie de televisión de superhéroes Batman, Peerce dirige la película musical de rock and roll  The Big TNT Show, estrenada en 1966 por la American International Pictures, con artistas como The Byrds, Ray Charles, Bo Diddley, Donovan, The Lovin' Spoonful, The Ronettes y Ike & Tina Turner Revue.
Tras mucha televisión, Peerce vuelve al cine en 1967 con The Mystery of the Chinese Junk y la película de suspense The Incident con los actores Martin Sheen y Tony Musante en uno de sus primeros papeles cinematográficos. Después de dirigir Goodbye, Columbus (1969), una adaptación de la novela de Philip Roth. La película permite la nominación como guionista en el Directors Guild of America Award y a Arnold Schulman la nominación al Oscar al mejor guion adaptado.
Las siguientes producciones teatrales de Peerce incluyen The Sporting Club  (1971), A Separate Peace, Ash Wednesday (1973), y The Other Side of the Mountain, también conocida como A Window to the Sky (1975): el teatro da respuestas pero menos favorables tanto por los críticos como a nivel comercial. Después dirigió una película por la  televisión The Stranger Who Looks Like Me (1974), así como algunos episodios de la serie de televisión para nños  Los Cazafantasmas; después de dirigir teatro, sin mucho éxito, se convirtió en director de miniseries de televisión, como  Queenie  (ABC, 1987), The Neon Empire (Showtime, 1988),  Wired  (1989) sobre la vida de John Belushi, la biografía de Jacqueline Kennedy A Woman Named Jackie (NBC, 1991), y John Jakes' Heaven & Hell: North & South, Book III (ABC, 1994). También ha dirigido algunas películas de televisión, la última de las cuales es Second Honeymoon (2001), con Roma Downey y Tim Matheson.
También dirigió un episodio de la serie de la CBS de los 60 The Wild Wild West acreditado como Lawrence Peerce.
Peerce se casó con Marilyn Hassett, protagonista de muchas de las películas que dirigió desde mediados de los 60 hasta 1979.

## Filmografía
Sus películas más destacadas son:
- 1964: El proceso de Julie Richards / Víctima de la ley (One Potato, Two Potato)
- 1966: The Big T.N.T. Show
- 1967: The Mystery of the Chinese Junk — para televisión
- 1967: El incidente (The Incident  )
- 1969: Complicidad sexual (Goodbye, Columbus)
- 1971: The Sporting Club
- 1972: Paz por separado / Paz separada (A Separate Peace)
- 1973: Miércoles de ceniza (Ash Wednesday)
- 1974: Un extraño como yo (The Stranger Who Looks Like Me) — para televisión
- 1975: Una ventana al cielo (The Other Side of the Mountain)
- 1976: Pánico en el estadio (Two-Minute Warning)
- 1978: The Other Side of the Mountain Part 2
- 1979: La campana de cristal (The Bell Jar)
- 1980: Why Would I Lie?
- 1982: Hija del amor (Love Child)
- 1983: I Take These Men — para televisión
- 1984: That Was Rock (vídeo)
- 1984: El amor de un ídolo / Ídolo del rock (Hard to Hold)
- 1985: La vida contra mí (Love Lives On)  — para televisión
- 1986: El quinto misil (The Fifth Missile) — para televisión
- 1987: Prison for Children — para televisión
- 1987: El color del éxito (Queenie) — para televisión
- 1988: Elvis y yo (Elvis and Me) — para televisión
- 1989: Las Vegas. El juego de la codicia (The Neon Empire — para televisión
- 1989: Wired (película) (Wired)
- 1990: Consejo de guerra (The Court-Martial of Jackie Robinson) — para televisión
- 1990: Menu for Murder — para televisión
- 1991: Una mujer llamada Jackie (A Woman Named Jackie) — miniserie para televisión
- 1992: Los hijos del mal (Child of Rage) — para televisión
- 1993: Poisoned by Love: The Kern County Murders — para televisión
- 1994: Norte y Sur III - Cielo e infierno dentro de Norte y Sur (North and South) — miniserie para televisión
- 1994: Una ardiente pasión (A Burning Passion: The Margaret Mitchell Story) — para televisión
- 1995: El momento de la verdad (An Element of Truth) — para televisión
- 1996: Secuestro (The Abduction) — para televisión
- 1996: Navidad todos los días (Christmas Every Day) — para televisión
- 1997: Amor por error (Love-Struck) — para televisión
- 1999: Un milagro en Saint Florans (Holy Joe) — para televisión
- 1999: Prueba de amor (The Test of Love) — para televisión
- 2001: Segunda luna de miel (Second Honeymoon) — para televisión